# Луверденсе
«Луве́рденсе» (порт. Luverdense Esporte Clube) — бразильский футбольный клуб из города Лукас-ду-Риу-Верди, штат Мату-Гросу. Участник Серии B чемпионата Бразилии.

## История
Клуб «Луверденсе» был основан 24 января 2004 года. Словом «Луверденсе» называют жителей города Лукас-ду-Риу-Верди, именно этот этнохороним и был выбран в качестве названия клуба.
В 2004 и 2007 годах клуб выигрывал Кубок Губернатора штата Мату-Гросу. Последняя победа позволила «Луверденсе» попасть в Серию C Бразилии 2008 года, в котором команда сумела дойти до 3-й стадии и закрепилась в дивизионе на следующий сезон. В 2009 году «Луверденсе» впервые в своей истории стал чемпионом своего штата.
В 2011 году «Луверденсе» из-за дисквалификации «Риу-Бранку» был в последний момент включён в число участников финальной стадии чемпионата за право побороться за выход в Серию B. До последнего момента команда не теряла шансов занять в своей группе 2-е место, дающее путёвку в Серию B, однако сделать ей это в итоге не удалось.
В 2012 году «Луверденсе» занял 6-е место в Серии C, что является лучшим результатом в истории команды. В том же году клуб во второй раз стал чемпионом штата Мату-Гросу. В 2013 «Луверденсе» занял третье место в Серии C и впервые в своей истории пробился в Серию B, в которой в 2014 году сумел закрепиться и не вылететь.
По итогам сезона 2019 года «Луверденсе» вылетел из Серии C чемпионата Бразилии, и должен был следующий сезон провести в Серии D. Однако из-за финансовых проблем (по версии руководства клуба — вызванных пандемией COVID-19) в августе 2020 года снялся с соревнований, уступив своё место «Синопу».
| Выступления в чемпионатах Бразилии |          |       |
| Год                                | Дивизион | Место |
| 2008                               | Серия C  | 16-е  |
| 2009                               | Серия C  | 11-е  |
| 2010                               | Серия C  | 9-е   |
| 2011                               | Серия C  | 8-е   |
| 2012                               | Серия C  | 6-е   |
| 2013                               | Серия C  | 3-е   |
| 2014                               | Серия B  | 12-е  |
| 2015                               | Серия B  | 10-е  |
| 2016                               | Серия B  | 9-е   |
| 2017                               | Серия B  | 17-е  |
| 2018                               | Серия C  | 9-е   |
| 2019                               | Серия C  | 19-е  |

## Достижения
- Чемпион штата Мату-Гросу (3): 2009, 2012, 2016
- Кубок губернатора штата Мату-Гросу (4): 2004, 2007, 2011, 2019
- Обладатель Кубка Верди (1): 2017